# 吉阪俊蔵

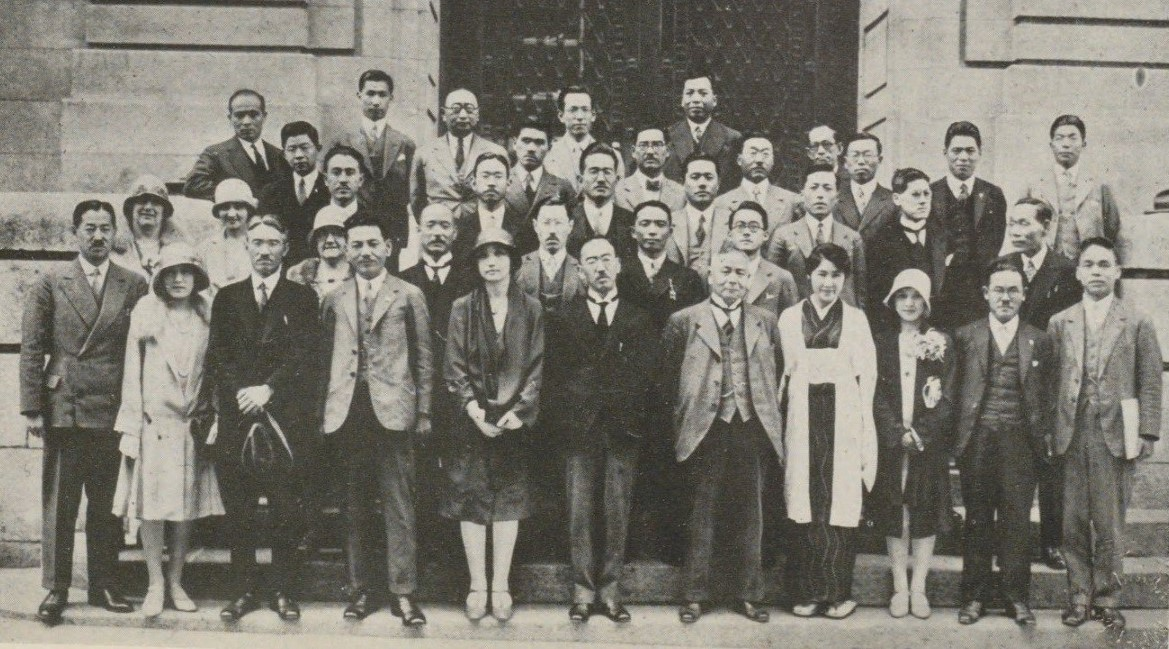
最前列左から3人目に吉阪俊蔵。1929年ジュネーブ国際労働会議にて

吉阪 俊蔵（よしざか しゅんぞう、1889年9月10日 - 1958年7月14日）は、日本の男性官僚。商工省・内務省で活動した。

## 人物
兵庫県武庫郡西灘村（現・神戸市灘区）の造り酒屋の六男に生まれる。京都府立三中、五高を経て、1913年東京帝国大学法科大学独法科を卒業し、初め農商務省に入り、その後商工省を経て内務省に移った。1919年パリ講和会議全権随員となり、1921年に内務省社会局書記官に就任。1928年12月に国際労働機関理事会日本政府代表事務所長に就任しジュネーヴに駐在した。1936年内務省社会局参与。退官後は商工中金理事長、日本商工会議所専務理事等を歴任。
妻の花子は動物学者・箕作佳吉（箕作阮甫の孫）の次女で、俊蔵・花子夫妻の長男が建築家の吉阪隆正である。
ジュネーヴ滞在時に、当時の国際労働機関の中国代表から集印帖にスケッチを描くことを教わったが、俊蔵が教わった集印帖にスケッチを描くことは長男・隆正にも多大な影響を与えている。

## 家族
- 父・吉阪敬信 ‐ 兵庫県武庫郡西灘村（神戸市灘区）の造り酒屋[1]
- 妻・はな（花子） ‐ 箕作佳吉（箕作阮甫の孫）の次女。2男1女を儲ける[1]
- 長男・吉阪隆正 ‐ 建築家。妻・富久（1924-1996）の父は眼科の権威・甲野謙三（甲野勇の兄、乙骨太郎乙の養孫）、母の綾子は箕作元八の長女（俊蔵の妻はなの従姉妹）[1]

## 著作
- 『改正工場法論』大東出版社, 1926
- 『ラテンアメリカ』桐蔭堂書店, 1954
- バジル・ホール・チェンバレン 『鼠はまだ生きている』岩波新書, 1939。訳書
- A・シーグフリード『スイス−デモクラシーの證人』岩波新書, 1952。訳書